# 李在希
李在希（： Lee Jae Hee；2004年3月18日—），藝名Jaehee（韓語：재희），韓國女歌手和舞者，在女子團體Weeekly內擔任副唱、rapper。於2020年6月30日以首張迷你專輯《We are》主打歌《Tag Me (@Me)》出道。

## 個人經歷

### 出道前
- 曾在TS娛樂練習約2年，後來到FAVE娛樂練習約3年11個月。
- 據Apink隊長朴初瓏透露，李在希曾是擁有7年經驗的童星演員。[2]曾出演電影《公正社會》、《逆鱗：刺王危城》等。
- 2018年10月18日，FAVE娛樂宣佈在11月11日舉辦出道前Showcase「WE?」；10月21日至27日，依序公佈包含李在希在內7名出道成員，[3][4]並於同年12月8日，在首爾麻浦區MUV Hall舉行見面會「WE? - Our Christmas」。[5][6]
- 2019年4月1日，由於FAVE娛樂與Plan A娛樂合併成為Play M娛樂，出道計畫暫延。
- 2020年5月11日，Play M娛樂公布團名Weeekly及李在希在內七名成員名單，並預計於2020年6月30日正式出道。

### Weeekly時期
- 2020年6月30日，作為女子組合Weeekly副唱、rapper，透過首張迷你專輯《We are》主打歌《Tag Me (@Me)》出道。

## 影視作品

### MV出演
| 日期           | 歌手       | 歌名               | 備註                 |
| -------------- | ---------- | ------------------ | -------------------- |
| 2012年12月14日 | Sunny Hill | Goodbye To Romance | 出道前以童星身分客串 |

### 電視劇
| 年份   | 電視台 | 劇集名稱       | 角色           | 性質 |
| ------ | ------ | -------------- | -------------- | ---- |
| 2014年 | SBS    | 現代農夫       | 姜允熙（兒童） | 客串 |
| 2016年 | MBC    | My Little Baby | 민주           | 客串 |

### 電影
| 年份   | 劇集名稱               | 角色         | 性質 |
| ------ | ---------------------- | ------------ | ---- |
| 2013年 | 公正社會               | 延姝         | 主演 |
| 2014年 | 逆鱗：刺王危城         | 月惠（兒童） | 客串 |
| 2015年 | 朝鮮名偵探：奴隸的女兒 | 久子（兒童） | 客串 |